# Каменный (приток Алеуна)
Каменный — река в России, протекает по Ромненскому району Амурской области. Длина реки — 14 км.
Начинается к северо-западу от сопки Дубовая (390 м.). Течёт в юго-западном направлении по болотистой долине, окружённой заболоченной берёзово-лиственничной тайгой параллельно реке Прохладному. Впадает в Алеун справа в 69 км от его устья.

## Данные водного реестра
По данным государственного водного реестра России относится к Амурскому бассейновому округу, речной бассейн реки Амур, речной подбассейн реки — Зея, водохозяйственный участок реки — Зея от впадения реки Селемджи до устья.
Код объекта в государственном водном реестре — 20030400412118100040746.